# Afilia Saga
Afilia Saga (アフィリア・サーガ?, Afiria Sāga), originariamente noto come Afilia Saga East (アフィリア・サーガ・イースト?, Afiria Sāga Īsuto), è un gruppo musicale giapponese composto da soli membri femminili associato ad una catena di maid cafe e ristoranti chiamata Afilia Group. I suoi membri rappresentano i locali presenti in alcuni quartieri di Tokyo, ovvero Ikebukuro, Ueno, Roppongi e Shinjuku. Il gruppo è prodotto congiuntamente da Chiyomaru Shikura e dalla doppiatrice e cantante Haruko Momoi. Tra coloro che hanno scritto brani per il gruppo vi sono Tsunku e Kōsuke Ōjima.

## Storia
Il gruppo fu formato nel 2008 e fu concepito come una "academy-type vocal unit" composta da ragazze selezionate dai vari stabilimenti appartenenti all'Afilia Group, una rete di ristoranti e café a livello nazionale. È stato formato congiuntamente da due persone: Chiyomaru Shikura e la doppiatrice e cantante Haruko Momoi. Il gruppo si avvale di un sistema di cambio line-up, in cui i membri entrano nel gruppo per un certo periodo per poi uscire.
Il 28 marzo 2012, Afilia Saga East pubblicò il suo settimo singolo, intitolato Mirai no watashi o matteiru (C'è un futuro che mi aspetta). Il brano che da titolo al singolo fu scritto da Tsunkue composto da Chiyomaru Shikura. Al tempo, il gruppo era composto da 14 membri, il numero più alto sin dalla sua creazione. Il singolo divenne il primo del gruppo ad occupare una delle prime dieci posizioni della classifica settimanale dei singoli della Oricon.
Al 24 marzo 2013 il gruppo è composto da 11 membri. Afilia Saga ha interpretato la sigla di chiusura della serie anime televisiva Hyperdimension Game Neptune The Animation e la sigla di apertura della serie televisiva anime Ore no nōnai sentakushi ga, gakuen love come o zenryoku de jama shiteiru. In tale serie anime i membri di Afilia Saga appaiono all'interno delle anticipazioni degli episodi successivi in versione chibi, intente a dire due parole sull'episodio concluso e ad annunciare il titolo del successivo.

## Formazione

### Formazione attuale
- Aria M. Milvana (アリア・M・ミルヴァーナ?)
- Kohime Lit Pucci (コヒメ・リト・プッチ?)
- Louise Sforzur (ルイズ・スフォルツア?)
- Yukafin Doll (ユカフィン・ドール?)
- Miku Doll Charlotte (ミク・ドール・シャルロット?)
- Ayami Chercy Snow (アヤミ・チェルシー・スノウ?)
- Maho Sotto Voce (マホ・ソット・ボーチェ?)
- Laura Sucreine (ローラ・シュクレーヌ?)
- Emiu Weilschmidt (エミュウ・ヴァイルシュミット?)
- Raymee Heavenly (レイミー・ヘヴンリー?)
- Reina Scott Mauser (レイナ・スコット・モーゼル?)

### Ex componenti
- Ramune Lithe Antique (ラムネ・リザ・アンティーク?) (fino a maggio 2009)
- Lily Coco Evance (リリィ・ココ・エヴァンス?) (fino ad agosto 2009)
- Mayurin Shidii Messhu (マユリン・シディー・メッシュ?) (da maggio 2009 a settembre 2009)
- Yuki Callenreese (ユウキ・カーレンリース?) (fino a dicembre 2009)
- Mew Chat Noir (ミュー・シャ・ノワール?) (fino a marzo 2010)
- Meena M. Frace (ミィナ・M・フラーチェ?) (fino a marzo 2012)
- Rose Gardenfairy (ロゼ・ガーデンフェアリー?) (fino a marzo 2012)
- Karen Classica (カレン・クラシュカ?) (da ottobre 2010 a settembre 2012)
- Kurumi Lala Milk (クルミ・ラーラ・ミルク?) (da agosto 2009 a febbraio 2013)
- Meiry Malonfeel (メイリ・マロンフィール?) (da maggio 2009 a marzo 2013)